# Liga de Béisbol Profesional Roberto Clemente
La Liga de Béisbol Profesional Roberto Clemente (en français : ligue de baseball professionnel Roberto Clemente), abrégée en LBPPR, est la ligue professionnelle de baseball de haut niveau de Porto Rico. Née en 1938, elle a en mai 2012 modifié son nom pour honorer Roberto Clemente.
La ligue est composée de cinq équipes qui disputent un championnat éliminatoire, une demi-finale à laquelle participent les quatre meilleurs clubs, et une série finale entre les deux meilleurs de la saison. À la fin de la saison le champion représente Porto Rico à la Série des Caraïbes.

## Histoire
La ligue nait en 1938 sous le nom de Liga Semi-Pro de Béisbol de Puerto Rico, avec l'appui de Charlie García de Quevedo et de Enrique Huyke. Cette année-là il y avait six équipes participantes: Criollos de Caguas, Grises de Humacao, Indios de Mayagüez, Piratas Kofresí de Ponce, Senadores de San Juan et Venerables de Guayama. En 1939 la ligue accueille les Tiburones de Aguadilla et les Cangrejeros de Santurce. 
La LBPPR connait des graves problèmes financiers en raison des très faibles affluences enregistrées dans les stades. À ce titre, la saison 2007-2008 n'a pas lieu. La compétition reprend normalement l'année suivante.

## Équipes actuelles
- Criollos de Caguas (Caguas)
- Gigantes de Carolina (Carolina)
- Indios de Mayagüez (Mayagüez)
- Leones de Ponce (Ponce)
- Senadores de San Juan (San Juan)

## Anciennes équipes
- Lobos de Arecibo
- Mets de San Juan
- Cangrejeros de Santurce
- Venerables de Guayama
- Vaqueros de Bayamón
- Tiburones de Aguadilla
- Piratas Kofresi de Ponce
- Grises de Humacao
- Atenienses de Manatí

## Série finale 2011
Elle se joue au meilleur des sept rencontres à partir du 19 janvier:
| Match | Date       | Lieu   | Visiteur           | Hôte               | Score      |
| ----- | ---------- | ------ | ------------------ | ------------------ | ---------- |
| 1     | 19 janvier | Caguas | Leones de Ponce    | Criollos de Caguas | 6 - 7 (11) |
| 2     | 21 janvier | Ponce  | Criollos de Caguas | Leones de Ponce    | 0 - 1      |
| 3     | 22 janvier | Caguas | Leones de Ponce    | Criollos de Caguas | 6 - 7 (15) |
| 4     | 23 janvier | Ponce  | Criollos de Caguas | Leones de Ponce    | 1 - 4      |
| 5     | 25 janvier | Caguas | Leones de Ponce    | Criollos de Caguas | 4 - 2      |
| 6     | 26 janvier | Ponce  | Criollos de Caguas | Leones de Ponce    | 7 - 2      |
| 7     | 28 janvier | Caguas | Leones de Ponce    | Criollos de Caguas | 5 - 7      |

## Palmarès
| Saison  | Champion                |
| 1938-39 | Venerables de Guayama   |
| 1939-40 | Venerables de Guayama   |
| 1940-41 | Criollos de Caguas      |
| 1941-42 | Leones de Ponce         |
| 1942-43 | Leones de Ponce         |
| 1943-44 | Leones de Ponce         |
| 1944-45 | Leones de Ponce         |
| 1945-46 | Senadores de San Juan   |
| 1946-47 | Leones de Ponce         |
| 1947-48 | Caguas-Guayama          |
| 1948-49 | Indios de Mayagüez      |
| 1949-50 | Caguas-Guayama          |
| 1950-51 | Cangrejeros de Santurce |
| 1951-52 | Senadores de San Juan   |
| 1952-53 | Cangrejeros de Santurce |
| 1953-54 | Caguas-Guayama          |
| 1954-55 | Cangrejeros de Santurce |
| 1955-56 | Caguas-Guayama          |
| 1956-57 | Indios de Mayagüez      |
| 1957-58 | Caguas-Guayama          |
| 1958-59 | Cangrejeros de Santurce |
| 1959-60 | Caguas-Guayama          |
| 1960-61 | Senadores de San Juan   |
| 1961-62 | Cangrejeros de Santurce |
| 1962-63 | Indios de Mayagüez      |
| 1963-64 | Senadores de San Juan   |
| 1964-65 | Cangrejeros de Santurce |
| 1965-66 | Indios de Mayagüez      |
| 1966-67 | Cangrejeros de Santurce |

| Saison  | Champion                |
| 1967-68 | Caguas-Guayama          |
| 1968-69 | Leones de Ponce         |
| 1969-70 | Leones de Ponce         |
| 1970-71 | Cangrejeros de Santurce |
| 1971-72 | Leones de Ponce         |
| 1972-73 | Cangrejeros de Santurce |
| 1973-74 | Caguas-Guayama          |
| 1974-75 | Vaqueros de Bayamón     |
| 1975-76 | Vaqueros de Bayamón     |
| 1976-77 | Criollos de Caguas      |
| 1977-78 | Indios de Mayagüez      |
| 1978-79 | Criollos de Caguas      |
| 1979-80 | Vaqueros de Bayamón     |
| 1980-81 | Criollos de Caguas      |
| 1981-82 | Leones de Ponce         |
| 1982-83 | Lobos de Arecibo        |
| 1983-84 | Indios de Mayagüez      |
| 1984-85 | Senadores de San Juan   |
| 1985-86 | Indios de Mayagüez      |
| 1986-87 | Criollos de Caguas      |
| 1987-88 | Indios de Mayagüez      |
| 1988-89 | Indios de Mayagüez      |
| 1989-90 | Senadores de San Juan   |
| 1990-91 | Cangrejeros de Santurce |
| 1991-92 | Indios de Mayagüez      |
| 1992-93 | Cangrejeros de Santurce |
| 1993-94 | Senadores de San Juan   |
| 1994-95 | Senadores de San Juan   |
| 1995-96 | Lobos de Arecibo        |

| Saison  | Champion                |
| 1996-97 | Indios de Mayagüez      |
| 1997-98 | Indios de Mayagüez      |
| 1998-99 | Indios de Mayagüez      |
| 1999-00 | Cangrejeros de Santurce |
| 2000-01 | Criollos de Caguas      |
| 2001-02 | Vaqueros de Bayamón     |
| 2002-03 | Indios de Mayagüez      |
| 2003-04 | Leones de Ponce         |
| 2004-05 | Indios de Mayagüez      |
| 2005-06 | Gigantes de Carolina    |
| 2006-07 | Gigantes de Carolina    |
| 2007-08 | saison suspendue        |
| 2008-09 | Leones de Ponce         |
| 2009-10 | Indios de Mayagüez      |
| 2010-11 | Criollos de Caguas      |
| 2011-12 | Indios de Mayagüez      |
| 2012-13 | Criollos de Caguas      |
| 2013-14 | Indios de Mayagüez      |
| 2014-15 | Cangrejeros de Santurce |
| 2015-16 |                         |
| 2016-17 |                         |
| 2017-18 |                         |
| 2018-19 |                         |
| 2019-20 | Cangrejeros de Santurce |
| 2020-21 | Caguas – Mayagüez 4–0   |
| 2021-22 | Mayagüez – Caguas 1–4   |
| 2022-23 | Mayagüez – Carolina 4–3 |
| 2023-24 |                         |
| 2024-25 | Mayagüez – San Juan 5–1 |